# هستیل صربیا
هستیل صربیا (سیریلیک صربی: Железара Смедерево) شرکت فولاد صربستانی است، که در سال ۱۹۱۳ تأسیس شد.